# Маріус Герман
Маріус Герман  (рум. Marius Gherman, 14 липня 1967) — румунський гімнаст, олімпійський медаліст.

## Виступи на Олімпіадах
| Олімпіада      | Дисципліна       | Місце              |
| -------------- | ---------------- | ------------------ |
| Сеул 1988      | абсолютний залік | 5                  |
| Сеул 1988      | командний залік  | 7                  |
| Сеул 1988      | вільні вправи    | 11T (кваліфікація) |
| Сеул 1988      | опорний стрибок  | 15T (кваліфікація) |
| Сеул 1988      | паралельні бруси | 5                  |
| Сеул 1988      | перекладина      | 3T                 |
| Сеул 1988      | кільця           | 39T (кваліфікація) |
| Сеул 1988      | кінь             | 15T (кваліфікація) |
| Барселона 1992 | абсолютний залік | 7                  |
| Барселона 1992 | командний залік  | 7                  |
| Барселона 1992 | вільні вправи    | 18T (кваліфікація) |
| Барселона 1992 | опорний стрибок  | 11T (кваліфікація) |
| Барселона 1992 | паралельні бруси | 24T (кваліфікація) |
| Барселона 1992 | перекладина      | 11T (кваліфікація) |
| Барселона 1992 | кільця           | 39T (кваліфікація) |
| Барселона 1992 | кінь             | 16T (кваліфікація) |